# Vojensko-průmyslový komplex
Termín vojensko-průmyslový komplex označuje celek vojenských sil, zbrojních firem, vojenských dodavatelů, politických struktur a jiných přidružených skupin, které jsou nazírány jako zájmová skupina společně prosazující a ovlivňující veřejnou politiku.
V této symbióze mají zbrojní firmy vydělávat výrobou zbraní a jejím následným prodejem vládě a armádě, přičemž vzniká hospodářské prostředí, ve kterém se dané vládě a osobám s ní spojenými ekonomicky vyplácí rozpoutávat války. Pro takový stav se používá rovněž termín profitování z války (anglicky war profiteering). V současnosti bývá nejčastěji používán v souvislosti se situací v USA, armádě Spojených států a vojenskému průmyslu, případně i Kongresu pak se hovoří o „železnému trojúhelníku“. V minulosti označoval zejména ve vztahu složek v bývalém Sovětském svazu, nacistickém Německu nebo předválečném Japonsku.
Vojensko-průmyslový komplex, též obranný průmyslový komplex může též označovat oblast vojenského průmyslu, zejména v Rusku speciálně vymezeného jako podniky, institice a organizace mající zvláštní postavení v zajištění vojenských potřeb státu.

## 30. léta
Americký generálmajor dekorovaný nejvíce vyznamenáními své doby, Smedley Butler, v roce 1935, po 33 letech služby v armádě, za kterou se účastnil I. světové války a mnoha válečných akcí a konfliktů v mnoha zemích světa, s hořkým rozčarováním přiznal:
| „                                    | Strávil jsem 33 let a 4 měsíce v aktivní vojenské službě a během té doby jsem nejvíce času trávil jako vysoce postavený ranař pro velký byznys, Wall Street a bankéře. Jednoduše řečeno, byl jsem bandita, gangster kapitalismu. Pomáhal jsem udělat Mexiko a zejména Tampico bezpečné pro americké ropné zájmy v roce 1914. Pomohl jsem učinit z Haiti a Kuby decentní místo pro chlapce z National City Bank, aby tam vybírali výnosy. Pomáhal jsem znásilnit půl tuctu republik ve Střední Americe ve prospěch Wall Streetu. Pomáhal jsem očistit Nikaraguu pro International Banking House of Brown Brothers v letech 1902-1912. Přinesl jsem světlo do Dominikánské republiky pro zájmy amerického cukrovarnictví v roce 1916. Pomohl jsem učinit Honduras správným místem pro americké ovocnářské společnosti v roce 1903. V Číně jsem roku 1927 pomohl vyšlapat cestu Standard Oilu, který do ní expandoval nikým neobtěžován. Když se na to podívám zpětným pohledem, býval bych mohl Al Caponemu dát pár rad. On řádil přinejlepším ve třech okresech. Já na třech kontinentech. | “ |
| — Smedley Butler, Common Sence, 1935 | |   |

## 60. léta
Termín vojensko-průmyslový komplex byl nicméně poprvé použit americkým prezidentem Dwightem Eisenhowerem, který ve svém posledním projevu k národu na konci volebního období 17. ledna 1961 varoval:
| „ | Spojení obrovského vojenského establishmentu a rozsáhlého vojenského průmyslu je pro Ameriku novou zkušeností. Celkový ekonomický, politický, dokonce duchovní vliv je pociťován v každém městě, státě, v každém vládním úřadu. Uznáváme naléhavou potřebu pro tento vývoj. Nesmíme nicméně podcenit jeho vážné důsledky. Vláda musí bránit neoprávněnému získávání vlivu, ať už záměrnému nebo ne, vojensko-průmyslovým komplexem. Možnost zničujícího růstu této nežádoucí moci existuje a bude trvat. Nikdy nesmíme dovolit tíze tohoto spojení ohrozit naše svobody nebo demokratické procesy. Nesmíme je brát jako samozřejmost. Pouze bdělé a uvědomělé občanství může přinést spojení ohromné průmyslové a vojenské obranné mašinérie s našimi mírovými způsoby, aby bezpečnost a svoboda mohly společně prosperovat. | “ |

## 90. léta
V kanadském dokumentu The Corporation, natáčeném těsně před americkou invazí do Iráku v březnu 2003, jedna ze zpovídaných postav, obchodník s komoditami Carlton Brown, řekl:
| „ | Když Spojené státy bombardovaly Irák, tehdy v devadesátém prvním, cena ropy vzrostla z 13 dolarů za barel na 40, pro boha živýho! Teď se nemůžeme dočkat, až budou bomby pršet na Saddáma Hussajna. Všichni jsme byli vzrušení. Všichni jsme chtěli, aby Saddám skutečně dělal problémy. »Udělej, co je potřeba. Zažehni co nejvíc ropných studní.« Protože cena [ropy] stoupne výš. Každý makléř skandoval. Nebylo jediného makléře, kterého jsem znal, který by tím nebyl vzrušený. | “ |

## 2003–2011: Válka v Iráku
Jako častý příklad spojení vojensko-průmyslového komplexu bývala uváděna americká válka v Iráku, vedená bývalým ropným magnátem a tehdejším prezidentem Spojených států amerických George W. Bushem, ministrem obrany Donaldem Rumsfeldem, neokonzervativním expertem na vojenství, viceprezidentem Dickem Cheneym, kontroverzním bývalým ředitelem průmyslového gigantu Halliburton a dalšími lidmi, pracujícími v minulosti pro ropný průmysl.
Republikánský kongresman a kandidát na prezidenta, Ron Paul, řekl  v přímém přenosu ze sněmovny:
| „          | …V minulých desetiletích naše (zahraniční) politika byla řízena neokonzervativním imperialistickým radikalismem, profiteeringem (honbou za ziskem) ve vojensko-průmyslovém komplexu, špatně koncipovaným altruistickým internacionalismem, obchodním pojetím spjatým k potřebě ovládat přírodní zdroje a slepou oddaností k mnohým vládám na Blízkém Východě. | “ |
| — Ron Paul | |   |

Zmiňován byl i případ Gordona Richard Englanda, bývalého ředitele Lockheed Martin, největší zbrojní firmy světa, od 4. ledna 2006 prvního náměstka ministra vnitra.

## 2022–…: Ruská válka na Ukrajině
Podle některých ohlasů má vojensko-průmyslový komplex své zájmy i v probíhajícím konfliktu na Ukrajině.

#### Citace
- Eisenhower, Diwight, D.: Projev k národu při odchodu z funkce
- Hartung, William, D.: Eisenhower's Warning: The Military-Industrial Complex Forty Years Later
- Library of Congress: Country studies - Soviet Union
- George Bush: Jmenování G.R. Englanda